# Latham (Ausztráliai fővárosi terület)
Latham a főváros, Canberra egyik elővárosa Belconnen kerületben. A város John Lathamról kapta nevét, aki az Ausztrál Legfelsőbb Bíróság elnöke volt 1935-től 1952-ig.
Latham város utcáit ausztrál bírákról nevezték el. Charnwood, Flynn, Florey, Higgins, Holt és Macgregor a környező külvárosok. A város közvetlenül Ginninderra Drive-val határos északról, Florey Drive-val nyugatról, Southern Cross Drive-val délről és keletről Kingsford Smith Drive-val. Lathamban van általános iskola. A város rendelkezik vasútállomással. A Ginninderra-patak folyik keresztül a területen, ahol több park is található, mint például az Umbagong, kerületi park. A település utcái megtekinthetők a Google Street View (Utcakép) szolgáltatással.
Az 1970-es évek óta a városban bevásárlóközpont működött, ahol többek közt hentes, kínai étterem, újságos, fodrász, gyógyszertár és ruházati üzletek működtek egészen a kilencvenes évekig, amikor is egy tűzvészben megsemmisült a bevásárlóközpont jó része.

## Földrajza
A Deakin vulkán működésének nyomait lehet megfigyelni a területen, ahol a szilur időszakból származó szürkészöld riodácit tufa és kvarcandezit található. 
A területen áthaladó Deakin-vető választja ketté a Deakin vulkán és a Hawkins vulkán vidékét.

## Fordítás
Ez a szócikk részben vagy egészben  a   Latham, Australian Capital Territory című angol Wikipédia-szócikk ezen változatának fordításán alapul.  Az eredeti cikk szerkesztőit annak laptörténete sorolja fel. Ez a jelzés csupán a megfogalmazás eredetét és a szerzői jogokat jelzi, nem szolgál a cikkben szereplő információk forrásmegjelöléseként.